# サングレ・デ・ミ・ティエラ
『サングレ・デ・ミ・ティエラ』（スペイン語: Sangre de mi tierra）は、アメリカ合衆国のテレビドラマ。テレムンドで2017年11月29日から2018年2月20日まで放送された。
タイトルの意味は「私の土地の血」。

## 登場人物

### 主な登場人物
アウロラ・カスタニェダ・パレデス
演：アナ・ベレナ
フアン・ホセ「フアンホ」モンティエル
演：ラムダ・ガルシア
ロベルト・キロガ
演：サンティアゴ・ラムンド
クリサント・カスタニェダ
演：アントニオ・デ・ラ・ベガ
ナタリア・マルティネス・デ・モンティエル
演：カロリナ・ゴメス
フランシスコ「パコ」モンティエル
演：ミゲル・デ・ミゲル
メルセデス「メシュ」パレデス・デ・カスタニェダ
演：グロリア・ペラルタ
エミリオ・カスタニェダ・パレデス
演：ダニエル・エルビター